# Liste der Biografien/Matw
Liste der Biografien |
Portal Biografien |
Personensuche
# |
A |
B |
C |
D |
E |
F |
G |
H |
I |
J |
K |
L |
M |
N |
O |
P |
Q |
R |
S |
T |
U |
V |
W |
X |
Y |
Z |
?
 
Ma |
Mb |
Mc |
Md |
Me |
Mf |
Mg |
Mh |
Mi |
Mj |
Mk |
Ml |
Mm |
Mn |
Mo |
Mp |
Mq |
Mr |
Ms |
Mt |
Mu |
Mv |
Mw |
Mx |
My |
Mz
 
Maa |
Mab |
Mac |
Mad |
Mae |
Maf |
Mag |
Mah |
Mai |
Maj |
Mak |
Mal |
Mam |
Man |
Mao |
Map |
Maq |
Mar |
Mas |
Mat |
Mau |
Mav |
Maw |
Max |
May |
Maz
 
Mata |
Matb |
Matc |
Mate |
Matf |
Math |
Mati |
Matj |
Matk |
Matl |
Matm |
Matn |
Mato |
Matr |
Mats |
Matt |
Matu |
Matv |
Matw |
Maty |
Matz
Die Liste der Biografien führt alle Personen auf, die in der deutschsprachigen Wikipedia einen Artikel haben. Dieses ist eine Teilliste mit 36 Einträgen von Personen, deren Namen mit den Buchstaben „Matw“ beginnt.

## Matw

### Matwe
- Matwejenko, Larissa Sergejewna (1926–2004), sowjetische Schauspielerin und Synchronsprecherin
- Matwejew, Alexander Terentjewitsch (1878–1960), russischer Bildhauer
- Matwejew, Andrei Artamonowitsch (1666–1728), russischer Diplomat
- Matwejew, Artamon Sergejewitsch (1625–1682), russischer Politiker
- Matwejew, Denis Wladimirowitsch (* 1983), russischer Kosmonaut
- Matwejew, Konstantin Konstantinowitsch (1875–1954), russischer Geologe, Mineraloge und Hochschullehrer
- Matwejew, Wiktor Anatoljewitsch (* 1941), russischer Physiker und Hochschullehrer
- Matwejew, Wladimir Borissowitsch (* 1944), russischer Mathematiker
- Matwejewa, Galina Iwanowna (1933–2008), sowjetisch-russische Prähistorikerin und Hochschullehrerin
- Matwejewa, Jelisaweta (* 2001), kasachische Hochspringerin
- Matwejewa, Ljudmila Michailowna (* 1957), russische Langstreckenläuferin
- Matwejewa, Natalja Konstantinowna (* 1986), russische Skilangläuferin
- Matwejewa, Nowella Nikolajewna (1934–2016), sowjetische bzw. russische Dichterin und Sängerin
- Matwejewa, Olga (* 1975), spanische Beachvolleyballspielerin
- Matwejewa, Raissa Wladimirowna (* 1979), russische Sommerbiathletin
- Matwejewa, Swetlana Wladislawowna (* 1969), russische Schachspielerin
- Matwejewa, Tatjana Wiktorowna (* 1985), russische Gewichtheberin
- Matwejewskaja, Ariadna Leonidowna (1914–2004), sowjetische Geologin
- Matwew, Robert (* 1967), deutscher Radrennfahrer

### Matwi
- Matwiejuk, Jarosław (* 1968), polnischer Politiker, Mitglied des Sejm
- Matwijenko, Igor Igorewitsch (* 1960), russischer Musikproduzent und Komponist
- Matwijenko, Ihor (* 1971), ukrainischer Segler
- Matwijenko, Mykola (* 1996), ukrainischer Fußballspieler
- Matwijenko, Nina (1947–2023), ukrainische Sängerin
- Matwijenko, Walentina Iwanowna (* 1949), russische Politikerin, Gouverneurin (Oberbürgermeisterin) von Sankt PetersburgWalentina Iwanowna Matwijenko (* 1949)

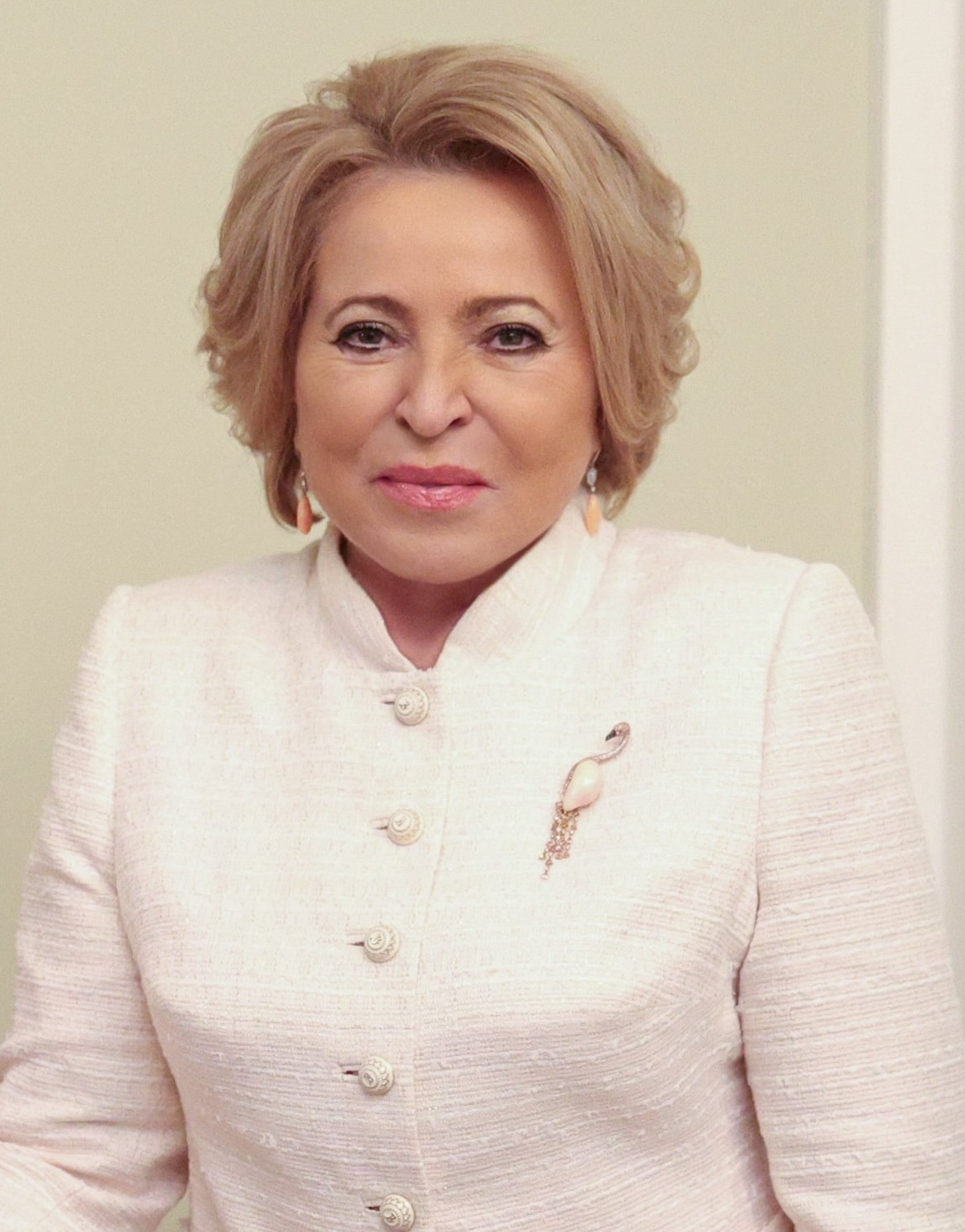
Walentina Iwanowna Matwijenko (* 1949)

- Matwijenko, Wolodymyr (* 1938), ukrainischer Ökonom, Poet und ehemaliger Präsident der Nationalbank der Ukraine
- Matwijewskaja, Galina Pawlowna (1930–2025), sowjetisch-russische Mathematikhistorikerin, Orientalistin und Hochschullehrerin
- Matwijtschuk, Oleksandr (* 1975), ukrainischer Eishockeyspieler
- Matwijtschuk, Oleksandr (* 1984), ukrainischer Marathonläufer
- Matwijtschuk, Oleksandra (* 1983), ukrainische Menschenrechtsaktivistin
- Matwijtschuk, Wassyl (* 1982), ukrainischer Langstreckenläufer
- Matwijtschuk, Wolodymyr (* 1982), ukrainischer Boxer
- Matwin, Władysław (1916–2012), polnischer Politiker, Mitglied des Sejm (PZPR), Informatiker, Mathematiker
- Matwin-Buschmann, Roswitha (* 1939), deutsche literarische Übersetzerin

### Matwj
- Matwjejew, Oleksandr (1816–1882), ukrainischer Medizinprofessor, Geburtshelfer und Universitätsrektor
- Matwjejew, Serhij (* 1975), ukrainischer Radrennfahrer